# Burnelli CBY-3

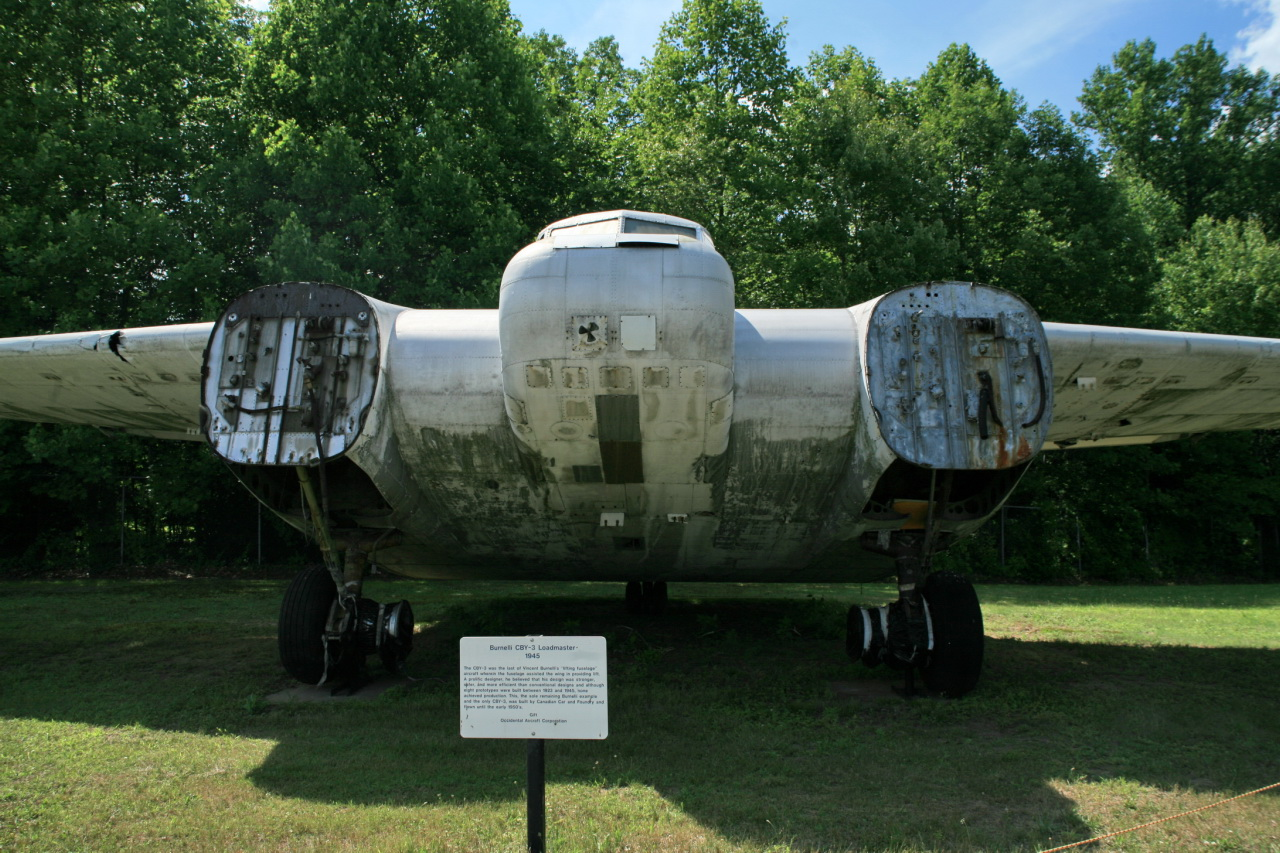
Il relitto del CBY-3 conservato al New England Air Museum situato nella struttura dell'aeroporto Internazionale di Bradley.

Il Burnelli CBY-3 Loadmaster era un bimotore di linea realizzato dall'azienda canadese Canada Car and Foundry (CanCar) sviluppato negli anni quaranta.
Caratterizzato dalla linea anticonvenzionale dovuta alla fusoliera dotata di profilo alare, il CBY-3 fu l'ultimo velivolo progettato dall'ingegner Vincent Burnelli ma non riuscì ad essere avviato alla produzione in serie rimanendo allo stadio di prototipo.

## Storia
Il progettista statunitense Vincent Burnelli aveva cominciato fino dagli anni venti a disegnare velivoli che sfruttavano la cellula, o più correttamente la fusoliera, per produrre parte della portanza necessaria a sostenerli in aria. Il design risultava un compromesso tra una configurazione tradizionale, un velivolo a corpo portante ed un velivolo tutt'ala (detta anche ala volante). Le sue rivoluzionarie idee si concretizzarono in un aereo da trasporto civile, l'UB-14, realizzato dallo stesso Burnelli in due esemplari (più un terzo costruito su licenza), e che risulterà capostipite di una serie di progetti che ebbero come denominatore comune la configurazione bimotore con gli stessi posizionati davanti alla cabina di pilotaggio. Successivamente cominciò a proporre i suoi progetti ad aziende esterne, ottenendo però scarsi risultati per la diffidenza che le stesse riponevano in questo tipo di soluzione tecnologica e che imponevano, tra l'altro, un maggiore investimento economico a causa del diverso approccio nella sua costruzione.

### Sviluppo
Burnelli continuava a sostenere la validità della sua intuizione iniziale così che negli anni quaranta iniziò lo sviluppo dell'ultimo dei suoi progetti ad essere costruito, anche se in un solo esemplare.
Nelle intenzioni del progettista il nuovo modello doveva poter soddisfare le esigenze per poter operare in ambienti estremi, tipici del Nord America, dove spesso si doveva ricorrere a velivoli di piccole dimensioni necessarie per atterrare e decollare in spazi ristretti e da piste improvvisate o inesistenti. La possibilità di disporre di un aereo con capacità di carico ben superiori poteva risultare interessante e l'azienda canadese Canada Car and Foundry (CanCar o CCF) decise di investire nel progetto. La CanCar aveva infatti, nel 1943, stretto un accordo con l'imprenditore neozelandese Lowell Yerex per la fornitura di 24 velivoli da trasporto da fornire alla sua compagnia aerea honduregna, la Transportes Aéreos Centro-Americanos (TACA), le specifiche dei quali erano compatibili con il progetto di Burnelli.
La costruzione del nuovo velivolo, che assunse la designazione CBY-3 dalle iniziali dei partner coinvolti e del loro numero, CanCar, Burnelli e Yerex, iniziò nel 1943 sotto la direzione di Burnelli ed il prototipo, registrato CF-BEL-X, venne completato nel luglio 1945. Il 17 dello stesso mese venne portato in volo per la prima volta ai comandi di Clyde E. Pangborn e V.J. 'Shorty' Hatton che lo sollevarono dalla pista dell'aeroporto Cartierville di Saint-Laurent, nel Québec. Benché il velivolo avesse dimostrato di raggiungere una velocità paragonabile al Douglas DC-3, le prove in volo non dimostrarono alcun vantaggio significativo nella particolare configurazione della fusoliera.
La Can-Car nel frattempo creò una società controllata, la Cancargo Aircraft Manufacturing Co. Ltd, che aveva lo scopo di commercializzare il CBY-3 ma iniziarono alcuni imprevisti di carattere commerciale che compromisero l'avvio alla produzione in serie del modello. Alla fine del 1945 Yerex venne espulso dall'Honduras e l'ordine iniziale dei 24 esemplari su 4 lotti venne annullato e benché il Nicaragua avesse espresso un certo interesse per una versione mista cargo-passeggeri non era stato stipulato alcun ordine preliminare. Il termine della seconda guerra mondiale inoltre aveva saturato il mercato del trasporto aereo civile con i Douglas C-47 Dakota/Skytrain, versione militare del DC-3, venduti come eccedenza dal governo statunitense e convertiti ad uso civile.